# Genesis of next
「genesis of next」（ジェネシス・オブ・ネクスト）は、globeの25枚目のシングル。2001年12月5日にavex globeから発売された。

## 解説
表題曲の「genesis of next」はテレビ東京系アニメ『サイボーグ009 THE CYBORG SOLDIER』のエンディングテーマに、カップリングの「What's the justice?」は同アニメのオープニングテーマに起用された。小室は同アニメの音楽も手掛けている。
表題曲は再生時間が10分近くあり、それまでglobeのシングル曲としては最長であった「DON'T LOOK BACK」よりも更に1分以上長い。そのため、当楽曲のミュージック・ビデオでは4分弱に短縮された音源が使われている。カップリングも再生時間が約8分と長く、曲の大半が歌詞の無い間奏部分となっている。
4曲目「genesis of next (ver.O,8)」のみ、リミックスアルバム『global trance』に先行収録されていた。
表題曲・カップリング共に、テレビアニメ用に制作された音源は歌詞やアレンジがシングルバージョンとは異なる。特に「genesis of next」は曲の展開が大幅に省略されているほか、歌詞の大半が異なっており、作詞者がマークのみとなっている。なお、これらのバージョンはサウンドトラック『サイボーグ009 CYBER MUSIC WORLD』（品番：AVCA-14289）に「009 version」として収録されている。

## 収録曲
| 全作曲・編曲: 小室哲哉。 |                                        |                |            |      |
| #                        | タイトル                               | 作詞           | 作曲・編曲 | 時間 |
| 1.                       | 「genesis of next (original mix)」     | 小室哲哉・MARC | 小室哲哉   | 9:49 |
| 2.                       | 「genesis of next (tatsumaki remix)」  |                | 小室哲哉   | 7:54 |
| 3.                       | 「What's the justice? (original mix)」 | KEIKO・MARC    | 小室哲哉   | 8:01 |
| 4.                       | 「genesis of next (ver.O,8)」          |                | 小室哲哉   | 9:52 |
| 5.                       | 「What's the justice? (instrumental)」 |                | 小室哲哉   | 8:01 |
| 合計時間:                | 合計時間:                              | 合計時間:      | 43:37      |      |

## クレジット
- Produced : 小室哲哉
- Mixed & Remixed : tatsumaki
- Mastered : 前田康二
- Art direction & design : THROUGH.
- Photographer : 田島一成

## 収録アルバム
genesis of next
- Lights（アルバムバージョン）
- globe decade -single history 1995-2004-
- 15YEARS -BEST HIT SELECTION-（アルバムバージョン）

What's the justice?
- Lights（アルバムバージョン）

genesis of next (ver.O,8)
- global trance